# مارکوس گیزدول

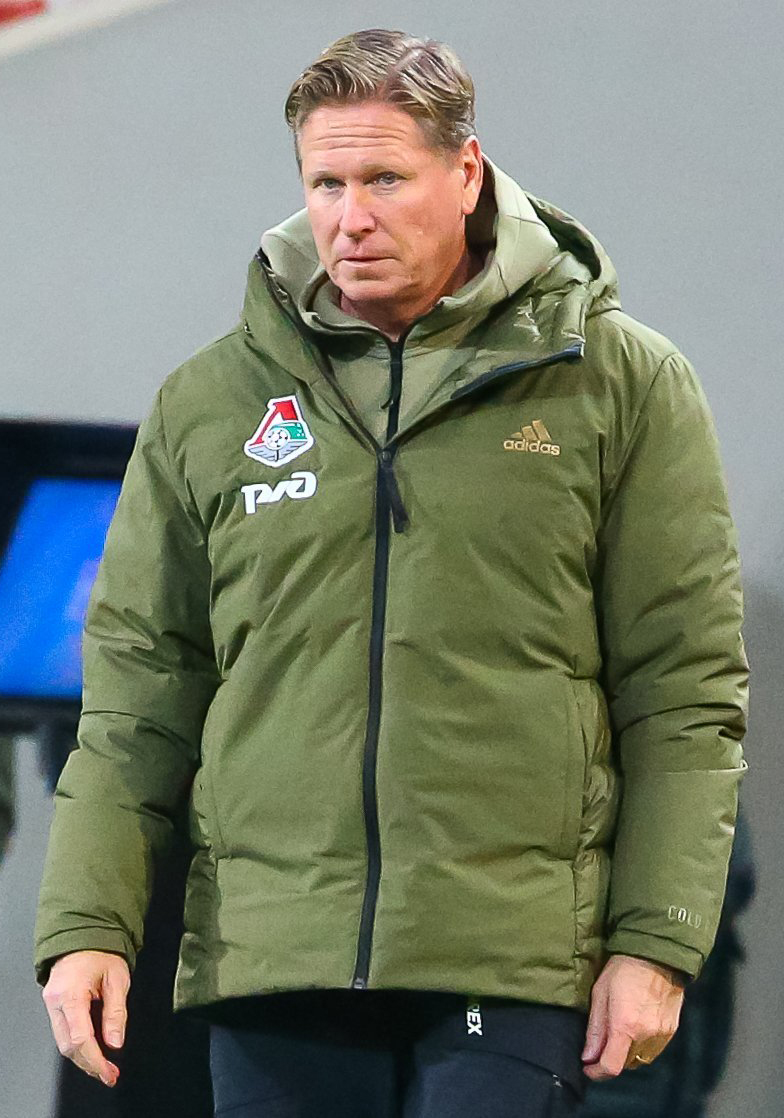
مارکوس گیزدول در سال ۲۰۲۱

مارکوس گیزدول (آلمانی: Markus Gisdol؛ زادهٔ ۱۷ اوت ۱۹۶۹) بازیکن سابق و مربی فوتبال اهل آلمان است.
وی سرمربی تیم‌هایی همچون هوفنهایم، هامبورگ و کلن بوده است و هم اکنون سرمربی باشگاه فوتبال صامسون‌اسپور ترکیه است